# Kalari, Magadi
Kalari là một làng thuộc tehsil Magadi, huyện Ramanagara, bang Karnataka, Ấn Độ.